# Eumacronychia stigmosa
Eumacronychia stigmosa är en tvåvingeart som beskrevs av Henry J. Reinhard 1965. Eumacronychia stigmosa ingår i släktet Eumacronychia och familjen köttflugor. Inga underarter finns listade i Catalogue of Life.